# Вебер, Павел Александрович
Па́вел Алекса́ндрович Ве́бер (1916—1995) — участник Советско-финской войны, Бессарабской операции, Великой Отечественной войны, гвардии капитан, командир взвода 2-го гвардейского моторизированного понтонно-мостового батальона 4-й понтонно-мостовой Краснознамённой Днепропетровской бригады.

## Биография
Павел Александрович Вебер родился 21 ноября 1916 года в деревне Короленко (ныне — Седельниковский район Омской области), в семье лесника Александра Карловича Вебер и домохозяйки Амалии Адамовны Вебер (1893—1972). После окончания семи классов Седельниковской неполной средней школы в 1932 году работал в колхозе.

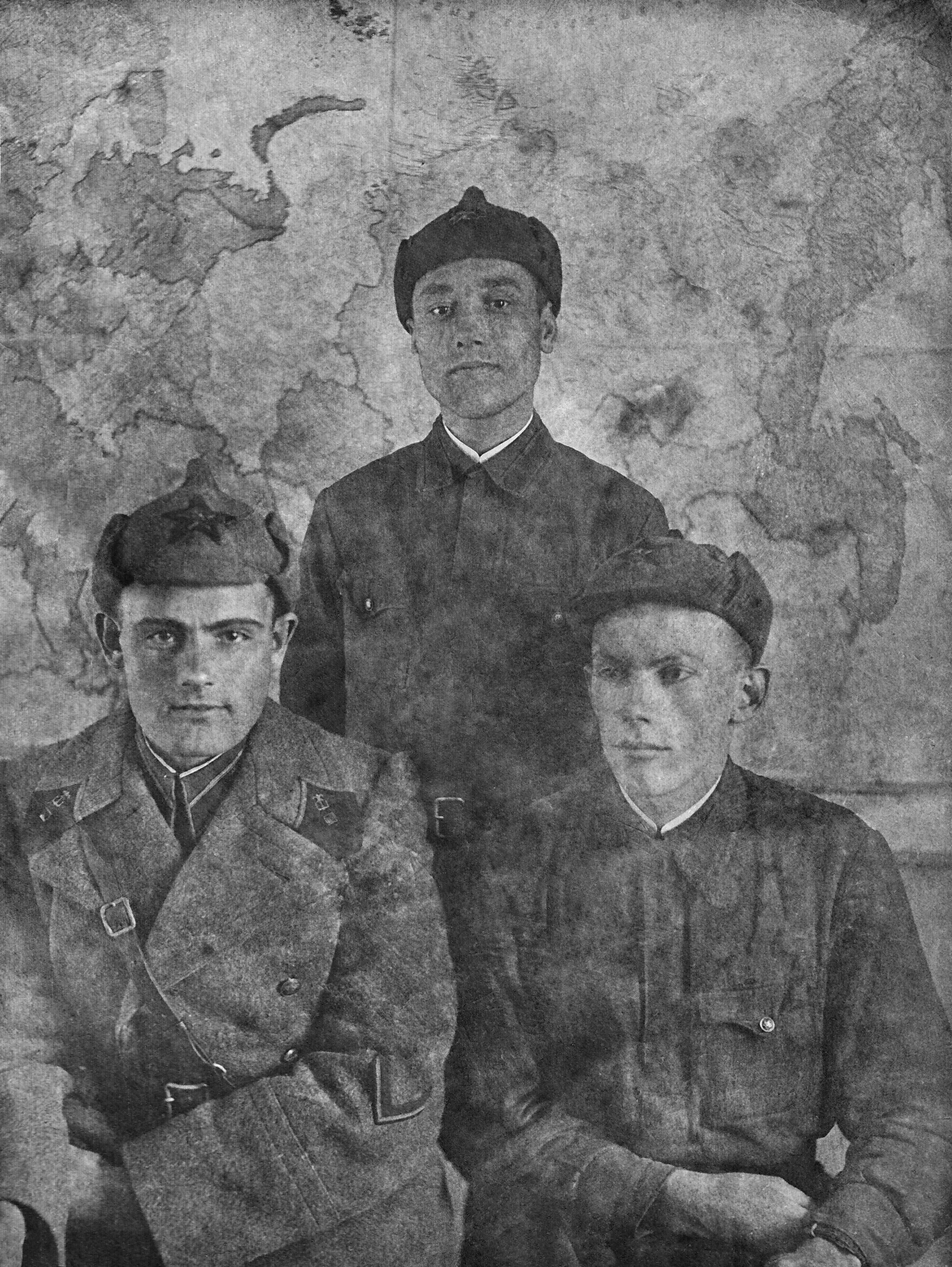
Командир технической роты младший лейтенант П. А. Вебер (слева). 1941 год

В сентябре 1937 года Павел Александрович Вебер был призван на службу в Рабоче-крестьянскую Красную Армию. Принимал участие в вооружённом конфликте между СССР и Финляндией в период с 1939 года по 1940 год. В 1940 году участвовал в Бессарабской операции и с июля 1941 года — воевал на фронтах Великой Отечественной войны (Юго-Западный фронт, Сталинградский фронт, Донской фронт, 3-й Украинский фронт, 3-й Белорусский фронт, 2-й Белорусский фронт). Служил в понтонно-мостовых батальонах. Участвовал в боях при обороне Краматорска, в Запорожской операции, в Висло-Одерской операции в районе Данцига, в Берлинской операции.
Конец войны встретил помощником командира мостовой роты 2-го гвардейского моторизированного понтонно-мостового батальона. За боевые подвиги в ходе войны был награждён медалями «За отвагу» и «За боевые заслуги», а также орденами Красной Звезды и Отечественной войны, повышен в звании до гвардии капитана.
После войны демобилизовался в запас, приказом Северной группы войск № 0931 от 6 июля 1946 года по статье 43, пункта «А» со званием гвардии капитана. После демобилизации вернулся на родину в Омскую область. Спустя некоторое время переехал со всей семьёй в Эстонию в город Вильянди, а потом в Таллин.
Умер Павел Александрович Вебер 7 июня 1995 года, после кремации прах захоронен на кладбище Пярнамяэ в Таллине.

## Семья
Родители Павла Вебер — Александр Карлович Вебер и Амалия Адамовна Вебер (1893—1972). У него были братья Аугуст, Эдуард и Ян, а также сестра Анна.
В мае 1941 года Павел Александрович Вебер был расписан с Эрной Яновной Пе́ек (25 января [или 5 мая] 1921, деревня Эстонка — 12 сентября 2011, Таллин), эстоно-немкой по происхождению.
Родители Эрны Яновны, отец Ян Михайлович Пеек (1896 — 1 ноября 1937, д. Михайловка) и мать Эмилия Петровна Пеек (в девичестве Саббе; 13 сентября 1901 — 4 июля 1981), были зажиточные крестьяне («кулаки»). За что Ян Михайлович Пеек и попал под раскулачивание: 30 сентября 1937 года был арестован с обвинением по статье 58-10-11 УК РСФСР, приговорён тройкой при УНКВД по Омской области 25 октября 1937 года, расстрелян 1 ноября 1937 года. Место захоронения — Тара. Реабилитирован 26 декабря 1959 года президиумом Омского областного суда за отсутствием состава преступления.
В браке Павел и Эрна Вебер имели детей: дочерей Марию (род. 1946, г. Тара), Людмилу (род. 1952, с. Ложниково) и Руслану (род. 1952, с. Ложниково), и сына Александра (род. 1948, с. Ложниково).
Внуки Павла Александровича Вебер — Тоомас (род. 1 апреля 1985, Таллин), Робин (род. 1985, Таллин), Карина (Таллин) и Кристина (Таллин).

## Награды
За свою жизнь Павел Александрович Вебер был удостоен следующих наград:
- орден Красной Звезды,
- орден Отечественной войны I степени,
- два ордена Отечественной войны II степени,
- медаль «За отвагу»,
- медаль «За боевые заслуги»,
- медаль «За оборону Сталинграда»,
- медаль «За победу над Германией в Великой Отечественной войне 1941—1945 гг.»,
- медаль «За доблестный труд в Великой Отечественной войне 1941-1945 гг.»,
- медаль «За взятие Берлина»,
- медаль «За взятие Кёнигсберга»,
- юбилейная медаль «30 лет Советской Армии и Флота»,
- медаль «За освоение целинных земель»,
- юбилейная медаль «40 лет Вооружённых Сил СССР»,
- юбилейная медаль «Двадцать лет Победы в Великой Отечественной войне 1941—1945 гг.»,
- юбилейная медаль «50 лет Вооружённых Сил СССР»,
- медаль «В ознаменование 100-летия со дня рождения Владимира Ильича Ленина»,
- две медали «Ветеран труда»,
- юбилейная медаль «Тридцать лет Победы в Великой Отечественной войне 1941—1945 гг.»,
- юбилейная медаль «60 лет Вооружённых Сил СССР»,
- юбилейная медаль «Сорок лет Победы в Великой Отечественной войне 1941—1945 гг.»,
- юбилейная медаль «70 лет Вооружённых Сил СССР».